# Cmd.exe
CMD, cmd (theo tên lệnh của nó) hoặc cmd.exe (theo tên tệp thực thi của nó), còn được gọi là Dấu nhắc lệnh/Command Prompt (sau tiêu đề cửa sổ mặc định), là trình thông dịch dòng lệnh trong OS / 2, eComStation, Windows NT, Windows CE và hệ điều hành ReactOS. Nó là phần mềm tương tự của COMMAND.COM trong các hệ thống DOS và Windows 9x, và tương tự với nhân Unix được sử dụng trên các hệ thống tương tự Unix. Phiên bản ban đầu của cmd.exe cho Windows NT được phát triển bởi Therese Stowell.

## Hoạt động
cmd.exe tương tác với người dùng thông qua giao diện dòng lệnh. Trong Windows, giao diện này được thực hiện thông qua bảng điều khiển Win32. cmd.exe có thể tận dụng các tính năng có sẵn cho các chương trình gốc của nền tảng riêng của mình. Ví dụ, trong OS / 2, nó có thể sử dụng các đường ống thực trong các đường ống chỉ huy, cho phép cả hai bên của đường ống chạy đồng thời. Do đó, có thể chuyển hướng luồng báo lỗi tiêu chuẩn. (COMMAND.COM sử dụng các tập tin tạm thời và chạy hai bên một cách tuần tự, lần lượt từng bên.)